# Lana Clelland
Lana Clelland (Perth, 26 gennaio 1993) è una calciatrice scozzese, attaccante del Sassuolo e della nazionale scozzese.

## Caratteristiche tecniche
È un'attaccante impiegata principalmente da centravanti, ma in grado di svariare su tutto il fronte offensivo. Dotata di buoni fondamentali tecnici, è in grado di andare alla conclusione in molte situazioni, sia da pochi passi, sia dalla lunga distanza.

## Carriera

### Club

#### Inizi in patria
Lana Clelland ha giocato nella Scottish Women's Premier League, primo livello del campionato scozzese femminile di calcio, vestendo la maglia delle Rangers di Glasgow fino al 2011 per poi passare, a campionato iniziato, alle Spartans di Edimburgo, società con cui è rimasta fino al termine del campionato 2014.

#### Pink Sport Time
All'inizio del 2015 ha firmato con la Pink Sport Time, che ha portato la giocatrice scozzese in Italia. Ha siglato il suo primo gol nel campionato italiano nella partita persa per 2-1 con il Como 2000. Alla sedicesima giornata ha realizzato la sua prima tripletta italiana, nell'incontro con cui le baresi si impongono per 4-1 sulla Riviera di Romagna. Con le sue reti non è riuscita, tuttavia, a evitare la retrocessione della Pink Sport Time in Serie B e, a fine stagione, ha lasciato la società barese con 10 reti su 16 presenze.

#### Tavagnacco
Durante il calciomercato estivo 2015 il Graphistudio Tavagnacco ha annunciato di aver trovato un accordo con la calciatrice scozzese per la stagione 2015-2016. Rimasta con il Tavagnacco, orfana dello sponsor Graphistudio, per altre due stagioni, al termine del campionato 2016-2017 vince il titolo di capocannoniere della Serie A con 23 reti realizzate. A fine stagione 2017-2018 ha annunciato il suo addio al Tavagnacco, lasciando la società con un tabellino di 45 reti su 50 incontri di campionato..

#### Fiorentina
Durante il successivo calciomercato estivo si accorda con la Fiorentina, squadra che ottiene l'accesso alla UEFA Women's Champions League 2018-2019 grazie proprio all'incontro di spareggio contro il Tavagnacco. Con la maglia viola apre la stagione 2018-2019 con la vittoria alla Supercoppa 2018 mentre in Champions League si rivela decisiva nel passaggio del turno dei sedicesimi di finale siglando la doppietta nell'incontro di ritorno con il Fortuna Hjørring. In campionato deve scontare il recupero dell'infortunio capitatole alla 15ª giornata, nell'incontro casalingo vinto per 2-0 ChievoVerona Valpo, chiudendo comunque la sua prima stagione a Firenze con 12 reti in campionato, migliore realizzatrice della squadra a pari merito con Ilaria Mauro, su 17 presenze. Dopo la successiva stagione in maglia viola, che la vede per gran parte lontana dai campi da gioco per il recupero dall'infortunio e per scelte tecniche del tecnico Antonio Cincotta, per lei solo due presenze in campionato nel febbraio 2020 facendo ritorno con la sua vecchia squadra del Tavagnacco, nella stagione 2020-2021 viene impiegata con maggiore continuità, marcando 16 presenze in campionato e tornando al gol alla 16ª giornata, siglando al 33' la rete del momentaneo pareggio casalingo con la Juventus, incontro poi terminato 2-1 per le ospiti. Questo è anche la sua ultima stagione in maglia viola, congedandosi con un tabellino di 54 presennze e 17 reti distribuiti tra campionato di Serie A, Coppa, Supercoppa e Champions League.

#### Sassuolo
Durante la sessione estiva di calciomercato Clelland si trasferisce al Sassuolo per disputare la stagione 2021-2022 con la società emiliana. A disposizione del tecnico Gianpiero Piovani fa il suo esordio con la nuova maglia il 29 agosto 2021, alla 1ª giornata di campionato, nella vittoria casalinga per 2-1 con la Fiorentina dove si rivela protagonista siglando al 52' la rete che riporta in vantaggio l'incontro con la sua vecchia squadra.
Nel gennaio 2022, disputa la Supercoppa italiana nella quale mette a segno una rete, tuttavia le neroverdi non riescono a giungere in finale perdendo ai rigori contro la Juventus. Nello stesso mese, il 16 gennaio, in occasione della gara di ritorno contro la Fiorentina conclusa 1-6, mette a segno 4 delle sei reti del Sassuolo.

### Nazionale
Clelland viene selezionata per indossare la maglia delle selezioni giovanili della Nazionale scozzese, prima nella under 16 per passare in seguito nella under 17 e under 19.
Inserita in rosa con la squadra under 17 che deve conquistare un posto all'edizione 2009 del Campionato europeo di categoria, dove la Scozia è inserita nel Gruppo 8 assieme a Bielorussia, Israele e Svizzera.
Clelland è a disposizione fin dalla prima partita del torneo valida per il primo turno di qualificazione, giocata il 18 ottobre 2008, 5-0 sulle ragazze della nazionale under 17 israeliana, ma debutta il 23 ottobre successivo nel match perso per 0-2 con le pari età della Svizzera.
Raggiunti i limiti d'età viene selezionata per vestire la maglia dell'under 19 con la quale è chiamata in occasione delle qualificazioni all'Europeo di Italia 2011, dove sigla due reti nel primo turno di eliminazione, la seconda, quella che fissa sull'1-0 il risultato sulle avversarie della Svezia, fondamentale per il passaggio del turno. La squadra non riuscì poi ad accedere alla fase finale. Clelland viene inserita in rosa anche per le qualificazioni all'edizione di Turchia 2012 del Campionato europeo di categoria, contribuendo a far raggiungere la propria nazionale al secondo turno di qualificazione ma fallendo nuovamente l'accesso alla fase finale.
Convocata dal selezionatrice Anna Signeul nella nazionale maggiore che partecipa all'edizione 2013 del Torneio Internacional de Futebol Feminino, fa il suo debutto il 15 luglio 2012, nell'amichevole vinta sul Camerun per 2-0. Clelland in quell'occasione sostituisce Suzanne Grant partita titolare al 64'. Con la maglia della Scozia sigla la sua prima rete un anno più tardi, il 21 agosto 2013, nell'ultima amichevole giocata in preparazione all'impegno delle qualificazioni al mondiale di Canada 2015, quando, entrata al 75' in sostituzione di Joanne Love, segna al 90' il gol del pareggio per 1-1 con la Serbia.
Signeul la convoca nuovamente nella squadra che partecipa all'edizione 2013 del Torneio Internacional de Futebol Feminino 18 dicembre allo stadio nazionale Mané Garrincha di Brasilia, dove entra nella partita persa contro il Cile per 4-3 rilevando al 70' Jennifer Beattie.
In seguito viene impiegata in occasione dell'edizione 2014 della Cyprus Cup, è presente in rosa anche nelle qualificazioni al mondiale 2015 non vantando tuttavia alcuna presenza in campo. Per tornare a scendere in campo con la sua nazionale deve attendere oltre un anno, chiamata sempre dal CT Signeul in occasione delle qualificazioni all'Europeo dei Paesi Bassi 2017. La Scozia, al suo terzo tentativo, ottiene l'accesso al suo primo Europeo e Signeul inserisce Clelland nella lista delle 22 convocate annunciata il 27 giugno 2017. La squadra, che viene inserita nel gruppo D con Inghilterra, Portogallo, anche questa debuttante, e Spagna, non riesce a superare la fase a gironi venendo così eliminata dal torneo, con l'attaccante che scende in campo in tutti i tre incontri giocati dalla sua nazionale.
Con l'arrivo sulla panchina della nazionale del nuovo CT Shelley Kerr Clelland inizia ad essere convocata con maggiore regolarità, condividendo con le compagne il percorso che portano la Scozia ad ottenere un altro storico traguardo, l'accesso al Mondiale di Francia 2019. Sigla la sua prima rete con la nazionale maggiore il 21 gennaio 2019, in occasione dell'amichevole persa per 2-1 con l'Islanda, riducendo lo svantaggio al 90'+4'. Inserita da Kerr nella lista comunicata il 15 maggio 2019 delle 23 convocate al Mondiale, Clelland salta il primo incontro, perso per 2-1 con l'Inghilterra, mentre nel secondo all'88' segna la rete che riduce lo svantaggio sul 2-1 con le avversarie del Giappone.

## Statistiche

### Presenze e reti nei club
Statistiche aggiornate all'11 maggio 2025.
| Stagione          | Squadra           | Campionato        | Campionato | Campionato | Coppe nazionali | Coppe nazionali | Coppe nazionali | Coppe continentali | Coppe continentali | Coppe continentali | Altre coppe | Altre coppe | Altre coppe | Totale | Totale |
| Stagione          | Squadra           | Comp              | Pres       | Reti       | Comp            | Pres            | Reti            | Comp               | Pres               | Reti               | Comp        | Pres        | Reti        | Pres   | Reti   |
| ----------------- | ----------------- | ----------------- | ---------- | ---------- | --------------- | --------------- | --------------- | ------------------ | ------------------ | ------------------ | ----------- | ----------- | ----------- | ------ | ------ |
| 2008-2009         | Rangers           | PL                | ?          | ?          | PLC             | ?               | ?               | -                  | -                  | -                  | -           | -           | -           | ?      | ?      |
| 2009              | Rangers           | PL                | ?          | ?          | PLC             | ?               | ?               | -                  | -                  | -                  | -           | -           | -           | ?      | ?      |
| 2010              | Rangers           | PL                | ?          | ?          | PLC             | ?               | ?               | -                  | -                  | -                  | -           | -           | -           | ?      | ?      |
| 2011              | Rangers           | PL                | 6          | 2          | PLC             | 2               | 1               |                    | -                  | -                  |             | -           | -           | 8      | 3      |
| Totale Rangers    | Totale Rangers    | Totale Rangers    | 36         | 21         |                 | 2+              | 1+              |                    | -                  | -                  |             | -           | -           | 38+    | 22+    |
| 2011              | Spartans          | PL                | 10         | 5          | PLC             | -               | -               | -                  | -                  | -                  | -           | -           | -           | 10     | 5      |
| 2012              | Spartans          | PL                | 14         | 7          | PLC             | 3               | 1               | -                  | -                  | -                  | -           | -           | -           | 17     | 8      |
| 2013              | Spartans          | PL                | 11         | 9          | PLC             | 0               | 0               |                    | -                  | -                  |             | -           | -           | 11     | 9      |
| Totale Spartans   | Totale Spartans   | Totale Spartans   | 35         | 21         |                 | 3               | 1               |                    | -                  | -                  |             | -           | -           | 38     | 22     |
| 2014-2015         | Pink Sport Time   | A                 | 16         | 10         | CI              | -               | -               | -                  | -                  | -                  | -           | -           | -           | 17     | 10     |
| 2015-2016         | Tavagnacco        | A                 | 14         | 8          | CI              | 5               | 11              |                    | -                  | -                  |             | -           | -           | 19     | 19     |
| 2016-2017         | Tavagnacco        | A                 | 21         | 23         | CI              | 5               | 14              |                    | -                  | -                  |             | -           | -           | 26     | 37     |
| 2017-2018         | Tavagnacco        | A                 | 15+1       | 13         | CI              | 4               | 10              |                    | -                  | -                  |             | -           | -           | 20     | 23     |
| Totale Tavagnacco | Totale Tavagnacco | Totale Tavagnacco | 51         | 44         |                 | 14              | 35              |                    | -                  | -                  |             | -           | -           | 65     | 79     |
| 2018-2019         | Fiorentina        | A                 | 17         | 12         | CI              | 4               | 2               | UWCL               | 4                  | 2                  | SI          | 1           | 0           | 26     | 16     |
| 2019-2020         | Fiorentina        | A                 | 2          | 0          | CI              | -               | -               | UWCL               | -                  | -                  | SI          | -           | -           | 2      | 0      |
| 2020-2021         | Fiorentina        | A                 | 16         | 1          | CI              | 4               | 0               | UWCL               | 4                  | 0                  | SI          | 2           | 0           | 26     | 1      |
| Totale Fiorentina | Totale Fiorentina | Totale Fiorentina | 35         | 13         |                 | 8               | 2               |                    | 8                  | 2                  |             | 3           | 0           | 54     | 17     |
| 2021-2022         | Sassuolo          | A                 | 21         | 11         | CI              | 2               | 0               | -                  | -                  | -                  | SI          | 1           | 1           | 24     | 12     |
| 2022-2023         | Sassuolo          | A                 | 24         | 10         | CI              | -               | -               | -                  | -                  | -                  | -           | -           | -           | 24     | 10     |
| 2023-2024         | Sassuolo          | A                 | 16         | 4          | CI              | 1               | 0               | -                  | -                  | -                  | -           | -           | -           | 17     | 4      |
| 2024-2025         | Sassuolo          | A                 | 16         | 10         | CI              | 3               | 1               |                    | -                  | -                  |             | -           | -           | 19     | 11     |
| 2025-2026         | Sassuolo          | A                 | -          | -          | CI              | -               | -               | -                  | -                  | -                  | AWC         | -           | -           | -      | -      |
| Totale Sassuolo   | Totale Sassuolo   | Totale Sassuolo   | 77         | 35         |                 | 6               | 1               |                    | -                  | -                  |             | 1           | 1           | 84     | 37     |
| Totale carriera   | Totale carriera   | Totale carriera   | 250        | 133        |                 | 33+             | 40+             |                    | 9                  | 3                  |             | 4           | 1           | 297+   | 177+   |

### Presenze e reti in nazionale
| Cronologia completa delle presenze e delle reti in nazionale ― Scozia | Cronologia completa delle presenze e delle reti in nazionale ― Scozia | Cronologia completa delle presenze e delle reti in nazionale ― Scozia | Cronologia completa delle presenze e delle reti in nazionale ― Scozia | Cronologia completa delle presenze e delle reti in nazionale ― Scozia | Cronologia completa delle presenze e delle reti in nazionale ― Scozia | Cronologia completa delle presenze e delle reti in nazionale ― Scozia | Cronologia completa delle presenze e delle reti in nazionale ― Scozia |
| Data                                                                  | Città                                                                 | In casa                                                               | Risultato                                                             | Ospiti                                                                | Competizione                                                          | Reti                                                                  | Note                                                                  |
| --------------------------------------------------------------------- | --------------------------------------------------------------------- | --------------------------------------------------------------------- | --------------------------------------------------------------------- | --------------------------------------------------------------------- | --------------------------------------------------------------------- | --------------------------------------------------------------------- | --------------------------------------------------------------------- |
| 15-07-2012                                                            | Aberdeen                                                              | Camerun                                                               | 0 – 2                                                                 | Scozia                                                                | Amichevole                                                            | -                                                                     | 64’                                                                   |
| 21-08-2013                                                            | [[ ]]                                                                 | Serbia                                                                | 1 – 1                                                                 | Scozia                                                                | Amichevole                                                            | 1                                                                     | 75’                                                                   |
| 18-12-2013                                                            | Brasilia                                                              | Cile                                                                  | 4 – 3                                                                 | Scozia                                                                | Torneo Brasilia                                                       | -                                                                     | 70’                                                                   |
| 22-12-2013                                                            | Brasilia                                                              | Scozia                                                                | 0 – 1                                                                 | Canada                                                                | Torneo Brasilia                                                       | -                                                                     | 60’                                                                   |
| 13-02-2014                                                            | Eerikkilä                                                             | Finlandia                                                             | 3 – 1                                                                 | Scozia                                                                | Amichevole                                                            | -                                                                     | 78’                                                                   |
| 08-02-2015                                                            | Belfast                                                               | Irlanda del Nord                                                      | 0 – 4                                                                 | Scozia                                                                | Amichevole                                                            | -                                                                     | 63’                                                                   |
| 06-03-2015                                                            | Larnaca                                                               | Italia                                                                | 3 – 2                                                                 | Scozia                                                                | Cyprus Cup 2015 - 1º turno                                            | -                                                                     | 69’                                                                   |
| 09-03-2015                                                            | Larnaca                                                               | Scozia                                                                | 2 – 1                                                                 | Corea del Sud                                                         | Cyprus Cup 2015 - 1º turno                                            | -                                                                     | 69’                                                                   |
| 17-09-2015                                                            | Glasgow                                                               | Scozia                                                                | 0 – 4                                                                 | Norvegia                                                              | Amichevole                                                            | -                                                                     | 82’                                                                   |
| 29-11-2015                                                            | Paisley                                                               | Scozia                                                                | 10 – 0                                                                | Macedonia                                                             | Qual. Euro 2017                                                       | -                                                                     | 56’                                                                   |
| 08-03-2016                                                            | Falkirk                                                               | Scozia                                                                | 1 – 1                                                                 | Spagna                                                                | Amichevole                                                            | -                                                                     | 88’                                                                   |
| 23-01-2017                                                            | Paralimni                                                             | Danimarca                                                             | 1 – 1                                                                 | Scozia                                                                | Amichevole                                                            | -                                                                     | 82’                                                                   |
| 11-04-2017                                                            | Anversa                                                               | Belgio                                                                | 5 – 0                                                                 | Scozia                                                                | Amichevole                                                            | -                                                                     | 83’                                                                   |
| 09-06-2017                                                            | Falkirk                                                               | Scozia                                                                | 2 – 0                                                                 | Romania                                                               | Amichevole                                                            | -                                                                     | 71’                                                                   |
| 07-07-2017                                                            | Kirkcaldy                                                             | Scozia                                                                | 1 – 0                                                                 | Irlanda                                                               | Amichevole                                                            | -                                                                     | 60’                                                                   |
| 19-07-2017                                                            | Utrecht                                                               | Inghilterra                                                           | 6 – 0                                                                 | Scozia                                                                | Euro 2017 - 1º turno                                                  | -                                                                     | 45’                                                                   |
| 23-07-2017                                                            | Rotterdam                                                             | Scozia                                                                | 1 – 2                                                                 | Portogallo                                                            | Euro 2017 - 1º turno                                                  | -                                                                     | 53’                                                                   |
| 27-07-2017                                                            | Rotterdam                                                             | Scozia                                                                | 1 – 0                                                                 | Spagna                                                                | Euro 2017 - 1º turno                                                  | -                                                                     | 45’                                                                   |
| 14-09-2017                                                            | Telki                                                                 | Ungheria                                                              | 0 – 3                                                                 | Scozia                                                                | Amichevole                                                            | 1                                                                     | 77’                                                                   |
| 24-10-2017                                                            | Paisley                                                               | Scozia                                                                | 5 – 0                                                                 | Albania                                                               | Qual. Mondiali 2019                                                   | -                                                                     | 75’                                                                   |
| 07-06-2018                                                            | Falkirk                                                               | Scozia                                                                | 2 – 1                                                                 | Bielorussia                                                           | Qual. Mondiali 2019                                                   | -                                                                     | 74’                                                                   |
| 13-11-2018                                                            | Paisley                                                               | Scozia                                                                | 0 – 1                                                                 | Stati Uniti                                                           | Amichevole                                                            | -                                                                     | 75’                                                                   |
| 17-01-2019                                                            | La Manga                                                              | Norvegia                                                              | 3 – 1                                                                 | Scozia                                                                | Amichevole                                                            | -                                                                     |                                                                       |
| 21-01-2019                                                            | La Manga                                                              | Scozia                                                                | 1 – 2                                                                 | Islanda                                                               | Amichevole                                                            | 1                                                                     | 60’                                                                   |
| 28-05-2019                                                            | Glasgow                                                               | Scozia                                                                | 3 – 2                                                                 | Giamaica                                                              | Amichevole                                                            | -                                                                     | 80’                                                                   |
| 14-06-2019                                                            | Rennes                                                                | Giappone                                                              | 2 – 1                                                                 | Scozia                                                                | Mondiali 2019 - 1º turno                                              | 1                                                                     | 76’                                                                   |
| 10-06-2021                                                            | Belfast                                                               | Irlanda del Nord                                                      | 0 – 1                                                                 | Scozia                                                                | Amichevole                                                            | -                                                                     | 46’                                                                   |
| 17-09-2021                                                            | Budapest                                                              | Ungheria                                                              | 0 – 2                                                                 | Scozia                                                                | Qual. Mondiali 2023                                                   | -                                                                     | 63’                                                                   |
| 21-09-2021                                                            | Budapest                                                              | Scozia                                                                | 7 – 1                                                                 | Fær Øer                                                               | Qual. Mondiali 2023                                                   | -                                                                     | 46’                                                                   |
| 22-10-2021                                                            | Glasgow                                                               | Scozia                                                                | 2 – 1                                                                 | Ungheria                                                              | Qual. Mondiali 2023                                                   | -                                                                     | 85’                                                                   |
| 26-11-2021                                                            | Glasgow                                                               | Scozia                                                                | 1 – 1                                                                 | Ucraina                                                               | Qual. Mondiali 2023                                                   | -                                                                     | 78’                                                                   |
| 30-11-2021                                                            | Siviglia                                                              | Spagna                                                                | 8 – 0                                                                 | Scozia                                                                | Qual. Mondiali 2023                                                   | -                                                                     | 80’                                                                   |
| 16-2-2022                                                             | San Pedro del Pinatar                                                 | Galles                                                                | 3 – 1                                                                 | Scozia                                                                | Pinatar Cup 2022                                                      | 1                                                                     | 45’                                                                   |
| 19-2-2022                                                             | San Pedro del Pinatar                                                 | Slovacchia                                                            | 0 – 2                                                                 | Scozia                                                                | Pinatar Cup 2022                                                      | -                                                                     | 71’                                                                   |
| 22-2-2022                                                             | La Manga                                                              | Scozia                                                                | 0 – 0 (3 - 1 dtr)                                                     | Ungheria                                                              | Pinatar Cup 2022                                                      | -                                                                     | 45’                                                                   |
| 12-4-2022                                                             | Glasgow                                                               | Scozia                                                                | 0 – 2                                                                 | Spagna                                                                | Qual. Mondiali 2023                                                   | -                                                                     | 57’                                                                   |
| 24-6-2022                                                             | Rzeszow                                                               | Ucraina                                                               | 0 – 4                                                                 | Scozia                                                                | Qual. Mondiali 2023                                                   | -                                                                     | 74’                                                                   |
| 2-9-2022                                                              | Zwolle                                                                | Paesi Bassi                                                           | 2 – 1                                                                 | Scozia                                                                | Amichevole                                                            | -                                                                     | 63’                                                                   |
| 6-9-2022                                                              | Tórshavn                                                              | Fær Øer                                                               | 0 – 6                                                                 | Scozia                                                                | Qual. Mondiali 2023                                                   | -                                                                     | 46’                                                                   |
| 6-10-2022                                                             | Glasgow                                                               | Scozia                                                                | 1 – 0                                                                 | Austria                                                               | Qual. Mondiali 2023 - Play-off                                        | -                                                                     | 46’                                                                   |
| Totale                                                                |                                                                       | Presenze                                                              | 40                                                                    |                                                                       | Reti                                                                  | 5                                                                     |                                                                       |

## Palmarès

### Club
- Supercoppa italiana: 1

Fiorentina: 2018

### Individuale
- Capocannoniere della Serie A femminile: 1

2016-2017 (23 gol)